# Кирпичников, Николай Николаевич
Николай Николаевич Кирпичников (род. 19 октября 1957, село Глебовка, Саратовская область) — Заслуженный тренер России по настольному теннису. Воспитал несколько призёров Паралимпийских игр, чемпионов мира и Европы.

## Биография
Родился 19 октября 1957 года в селе Глебовка Турковского района Саратовской области. Образование высшее.
Тренером по настольному теннису работает с 1987 года.
Является тренером преподавателем по настольному теннису в Областной комплексной детско-юношеской спортивной адаптивной школе «Реабилитация и Физкультура». Трудовая деятельность в ГБУ СО ОК ДЮСАШ «РиФ» началась в 1994 году. С 1994 по 1997 год работал на общественных началах.
Начиная с 1995 года являлся личным тренером Юлии Овсянниковой — неоднократного призёра чемпионатов и первенств России, чемпионата Европы, чемпионата Мира и Паралимпийских игр.
В 2005 году Николаю Кирпичникову присвоено звание «Заслуженный тренер России».
В 2008 году на Паралимпийских играх в Пекине его воспитанницы Наталья Мартяшева и Юлия Овсянникова награждены соответственно золотой и серебряной медалью.
В 2009 году его воспитанник Вадим Бузин награжден золотой медалью на чемпионате Европы (г. Генуя, Италия)
В 2011 году бронзовым призёром чемпионата Европы стал его воспитанник Александр Эсаулов (г. Сплит, Хорватия).
В 2012 году на Паралимпийских играх в Лондоне его воспитанница Анжелика Косачёва награждена бронзовой медалью.
В настоящее время Николай Николаевич Кирпичников работает старшим тренером-преподавателем по настольному теннису ГБУ СО ОК ДЮСАШ «Реабилитация и Физкультура» в Саратове.

## Воспитанники
- Юлия Шишкина (Овсянникова) — серебряный призёр Паралимпийских игр 2008.
- Наталья Мартяшева — чемпионка Паралимпийских игр 2008.
- Анжелика Косачёва — бронзовый призёр Паралимпийских игр 2012.
- Александр Эсаулов — бронзовый призёр чемпионата Европы (2011, 2013, 2015).
- Алексей Саунин
- Вадим Бузин — чемпион Европы 2009.
- Артём Яковлев
- Валентина Школьникова
- Елена Литвиненко
- Маляк Алиева — призёр Паралимпийских игр 2020, чемпионка Европы 2019.

## Награды
- Благодарность Президента Российской Федерации (2008)[2]
- Орден Дружбы (2010)[3]
- Благодарность Президента Российской Федерации (2012)[4]
- Медаль ордена «За заслуги перед Отечеством» I степени (2022)[5]